# Monstera glaucescens
Monstera glaucescens Croat & Grayum – gatunek wieloletnich, wiecznie zielonych pnączy z rodziny obrazkowatych, pochodzący z obszaru od południowo-wschodniej Nikaragui do Panamy, zasiedlający lasy deszczowe strefy równikowej.